# چادرا، چاد
چادرا یا چدرا (به انگلیسی: Chadra)، چدرا (به انگلیسی: Chadra) یک سکونتگاه در بحر غزل است که در ۱۷۴ کیلومتر (۱۰۸ مایل) شمال شرقی انجامنا واقع شده است. در سال ۲۰۰۹، جمعیت چادرا ۵۴۰۷۲ نفر بود که شامل ۲۷۶۵۶ مرد و ۲۶۴۲۶ زن بود.

## اقلیم
چادرا توسط سامانه طبقه‌بندی اقلیمی کوپن به عنوان بیابان گرم (BWh) طبقه‌بندی می شود. در چادرا، میانگین دمای سالانه ۲۹٫۷ درجه سلسیوس (۸۵٫۵ درجه فارنهایت) است. میانگین بارندگی آن ۱۴۲ میلیمتر (۵٫۶ اینچ) است. 